# M'Bouna
M'Bouna is een gemeente (commune) in de regio Timboektoe in Mali. De gemeente telt 3800 inwoners (2009).
De gemeente bestaat uit de volgende plaatsen:
- Alkamabangou
- Garbeye
- Goizia
- M'Bouna
- Tama
- Tindahamane
- Tondia
- Timilélène
- Tourchachambou
- Tinassani